# Danilo Medina

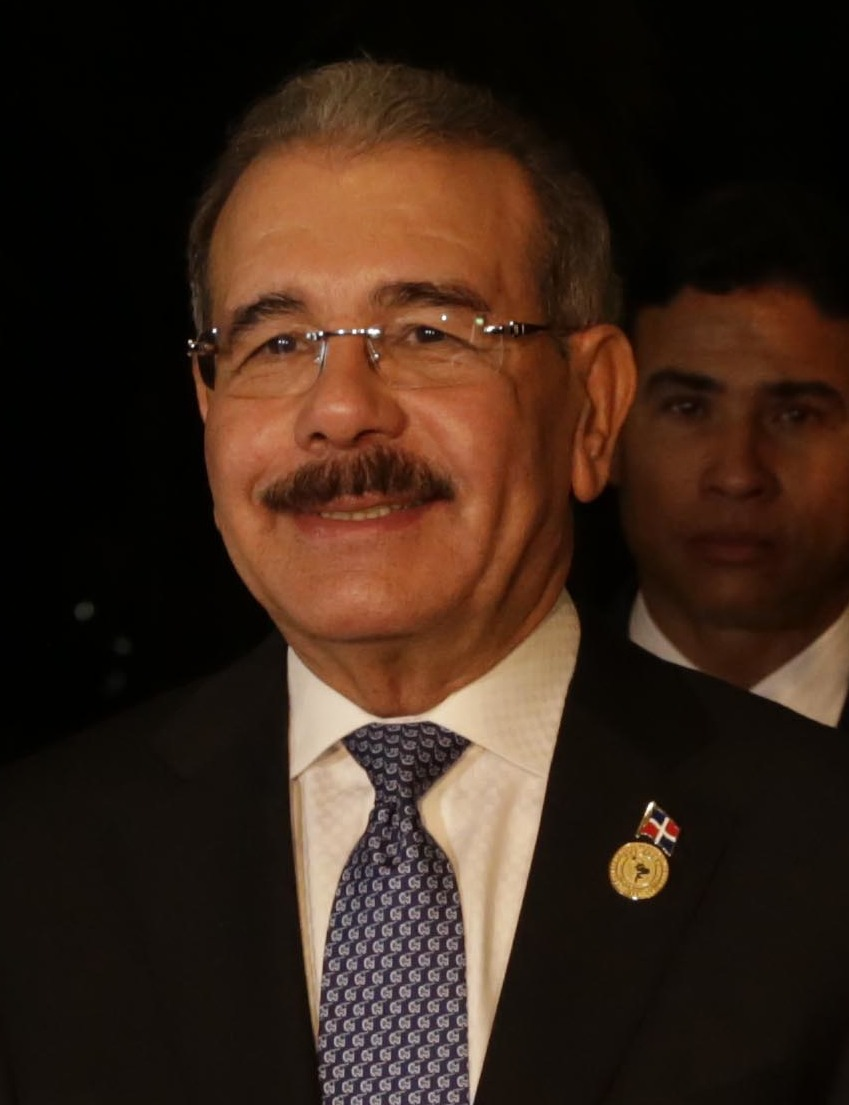
Danilo Medina (2012)

Danilo Medina Sánchez (* 10. November 1951 in Arroyo Cano, Bohechío, Provinz San Juan, im Südwesten der Dominikanischen Republik) ist ein Volkswirt und dominikanischer Politiker (Partido de la Liberación Dominicana (PLD)). Von 2012 bis 2020 war er  Staatspräsident der Dominikanischen Republik.
Davor diente Medina von 1996 bis 1999 und von 2004 bis 2006 als Stabschef des Präsidenten (Ministro de la Presidencia). Er gewann die Präsidentschaftswahl 2012 gegen Hipólito Mejía vom Partido Revolucionario Dominicano (PRD) mit 51,21 % der Stimmen. Bei der Präsidentschaftswahl vom 15. Mai 2016 wurde er als Führer einer Wahlallianz gegen den Oppositionsführer Luis Abinader vom Partido Revolucionario Moderno (PRM) mit 61,74 % der Stimmen wiedergewählt.

## Biographie

### Herkunft und frühe Laufbahn
Medina ist der älteste von acht Brüdern; seine Eltern sind Juan Pablo Medina und Amelia Sánchez. Als Studentenführer gründete er die Vertretung in San Juan de la Maguana des Frente Revolucionario Estudiantil Nacionalista der Universidad Autónoma de Santo Domingo (UASD). Als Professor Juan Bosch 1973 den Partido de la Liberación Dominicana gründete, trat Medina ihm bei. Er studierte Wirtschaftswissenschaften am Instituto Tecnológico Santo Domingo (INTEC), wo er 1984 mit magna cum laude abschloss. 1983 wurde er Mitglied des Zentralkomitees des PLD und 1986 in die Abgeordnetenkammer (Cámara de Diputados, Unterhaus) gewählt. 1987 heiratete er die Psychologin Cándida Montilla. Mit ihr hat er drei Töchter, Sibeli, Vanessa und Ana Paula.
Danilo Medina Sánchez ist der einzige dominikanische Präsident, der direkt von einem der drei Gründungsväter der Dominikanischen Republik, der sogenannten Trinitaria, abstammt. Er ist der Urururururenkel von Francisco del Rosario Sánchez.

### Karriere während der 1990er und 2000er Jahre
1990 wurde Medina zusammen mit Leonel Fernández und Juan Temístocles Montás in das Politische Komitee des PLD gewählt. 1994/1995 war er Präsident der Abgeordnetenkammer, danach von 1996 bis 1999 und wieder von 2004 bis 2006 Stabschef des Präsidenten Leonel Fernández.
Als Präsident der Abgeordnetenkammer war er eine Schlüsselfigur bei der Lösung der politischen Blockade von 1994. In der damaligen Präsidentschaftswahl führte der äußerst knappe Sieg von Joaquín Balaguer vom Partido Reformista Social Cristiano (PRSC) über José Francisco Peña Gómez vom Partido Revolucionario Dominicano (PRD) zu einem schweren Konflikt, weil sich beide Seiten der Wahlfälschung bezichtigten. Die Lösung des Problems bestand in einer Vereinbarung, dass Präsidentschafts- und Kongresswahl (Abgeordnetenkammer und Senat) künftig getrennt, abwechslungsweise alle zwei Jahre, abgehalten würden (inzwischen werden sie wieder gemeinsam abgehalten), dass für eine Wahl die absolute Mehrheit der Stimmen im ersten Wahlgang nötig ist und dass eine unmittelbare Wiederwahl des Präsidenten ausgeschlossen wurde (inzwischen war die einmalige unmittelbare Wiederwahl von 2003 bis 2010 und ist sie ab 2015 wieder erlaubt). Die Amtszeit Balaguers betrug damit 1994 nur noch zwei Jahre, was auch einer Forderung der USA entsprach. Die Vereinbarung erwies sich schließlich bei der Präsidentschaftswahl von 1996 als Vorteil für den PLD. Dessen Kandidat Leonel Fernández schlug den Kandidaten des PRD, José Francisco Peña Gómez, im zweiten Wahlgang.
Medina gilt als der führende politische Stratege und Unterhändler des PLD. Als solcher war er einer der maßgebenden Leiter der Präsidentschaftskampagne im Jahre 1996 von Leonel Fernández und danach sein wichtigster Berater als Stabschef. Als Leonel Fernández in der Präsidentschaftswahl 2000 wegen des Verbots der unmittelbaren Wiederwahl nicht mehr antreten durfte, portierte der PLD Medina als seinen offiziellen Kandidaten. Er verlor den ersten Wahlgang jedoch mit nur 24,9 % gegen Hipólito Mejía, der 49,87 % erreichte. Weil er keine uneingeschränkte Unterstützung des drittplatzierten Joaquín Balaguer erhielt und damit keine Möglichkeit sah, die Wahl zu gewinnen, trat Medina nicht zu einer Stichwahl an. In der Rede, in der er seinen Verzicht erklärte, führte er aus, dass eine Stichwahl angesichts deren hoher Kosten nicht im Interesse des Landes läge.
2003 setzte der regierende PRD die Möglichkeit der unmittelbaren (einmaligen) Wiederwahl wieder durch, um Präsident Hipólito Mejía die erneute Kandidatur zu ermöglichen. Dieser verlor die Wahl aber gegen seinen Vorgänger Leonel Fernández, der für eine zweite Amtszeit (nach seiner ersten von 1996 bis 2000) gewählt wurde und Medina wiederum zu seinem Stabschef ernannte. Als solcher galt Medina als der zweitwichtigste Mann der Regierung.
In der Präsidentschaftswahl 2008 konnte Leonel Fernández dank der wieder erlaubten unmittelbaren Wiederwahl erneut als Präsident kandidieren. Die Anhänger Medinas waren damit nicht einverstanden, womit eine parteiinterne Wahl zur Bestimmung des offiziellen Kandidaten des PLD nötig wurde. Medina trat am 8. November 2006 als Stabschef zurück, um sich der parteiinternen Kampagne gegen Leonel Fernández widmen zu können. Diese führte er unter den Titeln „Ahora Es“ („Jetzt ist es Zeit“) und „Lo Mejor Para Todos“ („Das Beste für alle“). Medina verlor die interne Wahl gegen Fernández jedoch am 6. Mai 2007 mit nur 28,45 % der Stimmen gegen Fernández’ 71,55 %. Medina beklagte sich in einer öffentlichen Ansprache, dass ihn „der Staat“ geschlagen habe, darauf anspielend, dass Ressourcen der Regierung dafür verwendet worden seien, um ihn zu besiegen.
Danach wurde es ruhig um Medina und seine Anhänger, obwohl er als der wahrscheinliche Kandidat des PLD für die Präsidentschaftswahl 2012 und dort als Favorit galt. 2010 wurde die unmittelbare Wiederwahl des Präsidenten wieder verboten.

### Präsident der Dominikanischen Republik
2012 kandidierte Danilo Medina erwartungsgemäß als offizieller Kandidat des PLD. Er gewann die Präsidentschaftswahl am 16. Mai 2012 mit 51,21 % der Stimmen im ersten Wahlgang vor Hipólito Mejía, der 46,95 % erreichte. Die Ehefrau Leonel Fernández’, Margarita Cedeño de Fernández, wurde zur Vizepräsidentin gewählt.
Während der Kampagne wurde Medina von Professor Génove Gneco, Koordinator des Büros gegen Plagiate in Abschlussarbeiten der Universidad Autónoma de Santo Domingo (UASD), des Plagiats bei seinem Universitätsabschluss bezichtigt. Gneco erhob den gleichen Vorwurf auch gegenüber dem Senator Félix Bautista und dem Minister für öffentliche Angelegenheiten Juan Temístocles Montás. Er wurde später wegen Überschreitung seiner Kompetenzen und weil er seine Vorwürfe nicht belegen konnte, vom Amt entfernt.
Medina gelobte, als Präsident die Korruption zu bekämpfen, Arbeitsstellen zu schaffen und in die Bildung der Bevölkerung zu investieren. Er gewann in der Folge hohes Ansehen sowohl im eigenen Land als auch außerhalb, wo er als beliebtester Regierungschef Lateinamerikas galt. Der PLD hatte damit ein Interesse daran, dass Medina 2016 zur Wiederwahl antreten konnte, und brachte 2015 eine Verfassungsänderung durch, die die unmittelbare (einmalige) Wiederwahl des Präsidenten wiederum erlaubte. Dagegen wehrten sich zunächst die Anhänger des früheren Präsidenten Leonel Fernández, die diesen als Präsidentschaftskandidaten nominieren wollten, und selbst Medina sträubte sich dagegen unter Hinweis auf die traditionelle Ablehnung seiner Partei gegen die unmittelbare Wiederwahl.
Schließlich stellte er sich jedoch der Präsidentschaftswahl am 16. Mai 2016 und gewann diese als haushoher Favorit mit 61,74 % der Stimmen im ersten Wahlgang deutlich vor Luis Abinader, der 34,98 % erreichte. Abinaders Partei Partido Revolucionario Moderno (PRM) hatte sich 2014 vom Partido Revolucionario Dominicano (PRD) abgespalten, was diesen bewog, in die Wahlallianz des PLD, seines früheren Gegners, einzutreten. Der PRD steuerte 5,85 % zum siegreichen Wahlergebnis bei.